# Kennebec, South Dakota
Kennebec är administrativ huvudort i Lyman County i South Dakota. Enligt 2020 års folkräkning hade Kennebec 281 invånare.